# Prodeval
Prodeval est une société française spécialisée dans la conception, l'intégration, l'installation et la maintenance d'unités de traitement, valorisation et distribution de gaz renouvelables, notamment issus de la méthanisation.

## Historique
L'entreprise est fondée en 1990 ou 1995. Lors de ses premières années, elle fabrique des torchères pour brûler des gaz, entre autres dégagés par les décharges. En 2009, Sébastien Paolozzi rejoint l'entreprise dirigée par son père. La structure compte alors cinq employés.
En 2014, le premier pilote d'épuration de biogaz est installé grâce au soutien de la région Rhône-Alpes.
En 2016, Suez entre au capital à hauteur de 22 %,.
En 2017, Prodeval reçoit le trophée de l'Innovation au salon Expobiogaz pour sa station de transformation du biogaz en bioGNV nommée « AgriGNV », déjà installée dans une exploitation agricole en Haute-Marne.
En 2018, elle ouvre une filiale en Italie et réalise 4 millions d'euros de chiffre d'affaires à l'étranger. Elle réalise un chiffre d'affaires de 24 millions d'euros sur l'ensemble de cette année et compte une centaine de salariés.
En 2019, elle ouvre une filiale sur le marché nord-américain, basée à Montréal (Canada), et réalise 22 % de son chiffre d'affaires à l'export, chiffre qui se stabilise les années suivantes.
En 2019, l'entreprise réalise un chiffre d'affaires de 36 millions d'euros, avec 148 salariés et met en service environ 140 unités d'épuration membranaire du biogaz (Valopur) en France et en Europe.
En 2021, la société annonce l'ouverture d'un centre de formation destiné à ses salariés et aux différents acteurs de la filière du biogaz, notamment les agriculteurs et les employés de collectivités.
En 2021, l’entreprise crée deux nouvelles filiales en Tchéquie et aux États-Unis d'Amérique.
En avril 2024, Prodeval s'allie avec Aventech (ex groupe Reyes), une autre entreprise de la Drôme qui a une expérience de 50 ans, pour construire un parc d'activités de 20 000 m carrés à Alixan,. 5 000 m carrés seront alloués à une ligne de production pour du biogaz ce qui est, selon un communiqué commun aux deux entreprises, « une première mondiale dans la filière biogaz ».

## Activités
L'entreprise conçoit et produit des unités d'épuration de biogaz en biométhane, par une méthode de séparation membranaire. Ses clients appartiennent autant au monde agricole qu'à ceux du traitement des eaux usées, et de l'industrie.
Son siège est situé à Châteauneuf-sur-Isère (Drôme). Ses fournisseurs sont de la même région, sauf pour les membranes produites par le groupe allemand Evonik,.
En 2019, en complément à ses solutions de traitement et d'épuration du biogaz, Prodeval vend des procédés d'épurations, de compression et de distribution de gaz naturel biométhane pour les véhicules agricoles, ainsi que pour les véhicules lourds et légers.